# Ідентифікація (фільм, 2003)
«Ідентифіка́ція» (англ. Identity) — американський психологічний трилер режисера Джеймса Менголда, що вийшов 2003 року. У головних ролях Джон К'юсак, Рей Ліотта, Аманда Піт.
Сценаристом був Майкл Куні, продюсером — Кеті Конрад. Вперше фільм продемонстрували 25 квітня 2003 року у США і Канаді. В Україні у кінопрокаті фільм не демонструвався. Переклад та озвученя українською мовою зроблено студією 1+1.

## Сюжет
Під час величезної зливи у невеликому придорожньому готелі ховаються від дощу десятеро людей. Проте згодом вони розуміють, що між ними є якийсь зв'язок. Кожен з приїжджих загине, доки не залишиться хтось один.

## У ролях
| Актор             | Персонаж                                         | Роль                                            |
| ----------------- | ------------------------------------------------ | ----------------------------------------------- |
| Джон К'юсак       | Едвард «Ед» Дакота (англ. Edward "Ed" Dakota)    | колишній поліцейський, водій лімузину кінозірки |
| Рей Ліотта        | Семюел Родс (англ. Samuel Rhodes)                | злочинець, що вдає поліцейського                |
| Аманда Піт        | Періс Невада (англ. Paris Nevada)                | повія                                           |
| Альфред Моліна    | Маллік (англ. Mallick)                           | психіатр                                        |
| Клеа Дювал        | Джінні Ісіана (англ. Ginny Isiana)               | забобонна дружина Лу                            |
| Вільям Лі Скотт   | Лу Ісіана (англ. Lou Isiana)                     | чоловік Джінні                                  |
| Ребекка Де Морней | Керолайн Сюзанн (англ. Caroline Suzanne)         | кінозірка 1980-их                               |
| Лейла Кензл       | Еліс Йорк (англ. Alice York)                     | мама Тіммі, поранена в автокатастрофі           |
| Джон С. Макгінлі  | Джордж Йорк (англ. George York)                  | чоловік Еліс, вітчим Тіммі                      |
| Брет Лоєр         | Тімоті «Тіммі» Йорк (англ. Timothy "Timmy" York) | син Еліс                                        |
| Джон Гоукс        | Ларрі Вашингтон (англ. Larry Washington)         | хазяїн мотелю                                   |

## Сприйняття

### Критика
Фільм отримав позитивні відгуки: Rotten Tomatoes дав оцінку 62% на основі 169 відгуків від критиків (середня оцінка 6,4/10) і 73% від глядачів із середньою оцінкою 3,4/5 (188,406 голосів). Загалом на сайті фільми має позитивний рейтинг, фільму зарахований «стиглий помідор» від кінокритиків і «попкорн» від глядачів, Internet Movie Database — 7,2/10 (125 475 голосів), Metacritic — 64/100 (34 відгуки критиків) і 7,2/10 від глядачів (81 голос). Загалом на цьому ресурсі від критиків і від глядачів фільм отримав позитивні відгуки.

### Касові збори
Під час показу у США, що почався 25 квітня 2003 року, протягом першого тижня фільм показали у 2733 кінотеатрах і він зібрав $16225263, що на той час дозволило йому зайняти перше місце серед усіх тогочасних прем'єр. Показ фільму закінчився 14 серпня 2003 року і зібрав у прокаті у США $52159536, а у решті світу $38100000, тобто загалом $90259536 при бюджеті $28 млн.

### Нагороди і номінації[10]
| Рік  | Нагорода                   | Категорія                                        | Номінант   | Результат |
| ---- | -------------------------- | ------------------------------------------------ | ---------- | --------- |
| 2003 | Teen Choice Awards         | Вибір Фільму — жахи/трилер                       | фільм      | Номінація |
| 2004 | «Сатурн»                   | Найкращий пригодницький фільм, бойовик чи трилер | фільм      | Номінація |
| 2004 | «Сатурн»                   | Найкраще спеціальне DVD-видання                  | фільм      | Номінація |
| 2004 | «Премія Брема Стокера»     | Сценарій                                         | Майкл Куні | Номінація |
| 2004 | «Golden Trailer Awards»    | Найкращі жахи / трилер                           | фільм      | Номінація |
| 2004 | International Horror Guild | Найкращий фільм                                  | фільм      | Номінація |

### Виноски
1. 1 2 3  Identity: Release Info (англ.). Internet Movie Database. Архів оригіналу за 18 серпня 2013. Процитовано 23 вересня 2013.
2. ↑  Identity (англ.). The Numbers. Архів оригіналу за 28 вересня 2013. Процитовано 23 вересня 2013.
3. 1 2  Identity (англ.). Box Office Mojo. Архів оригіналу за 21 вересня 2013. Процитовано 23 вересня 2013.
4. 1 2  Identity (англ.). Internet Movie Database. Архів оригіналу за 3 вересня 2013. Процитовано 23 вересня 2013.
5. ↑  Identity (англ.). Allmovie. Архів оригіналу за 6 листопада 2011. Процитовано 23 вересня 2013.
6. ↑  Full cast and crew for Identity (англ.). Internet Movie Database. Архів оригіналу за 26 січня 2015. Процитовано 23 вересня 2013.
7. ↑  Идентификация. Премьеры (рос.). КиноПоиск. Архів оригіналу за 3 жовтня 2013. Процитовано 23 вересня 2013.
8. ↑  Identity (англ.). Rotten Tomatoes. Архів оригіналу за 27 вересня 2013. Процитовано 23 вересня 2013.
9. ↑  Identity (англ.). Metacritic. Архів оригіналу за 3 березня 2012. Процитовано 23 вересня 2013.
10. ↑  Awards for Identity (англ.). Internet Movie Database. Архів оригіналу за 5 березня 2016. Процитовано 23 вересня 2013.